# Villedieu-sur-Indre
Villedieu-sur-Indre is een gemeente in het Franse departement Indre (regio Centre-Val de Loire). De plaats maakt deel uit van het arrondissement Châteauroux. Villedieu-sur-Indre telde op 1 januari 2022 2.615 inwoners.

## Geografie
De oppervlakte van Villedieu-sur-Indre bedroeg op 1 januari 2022 57,77 vierkante kilometer; de bevolkingsdichtheid was toen 45,3 inwoners per km².

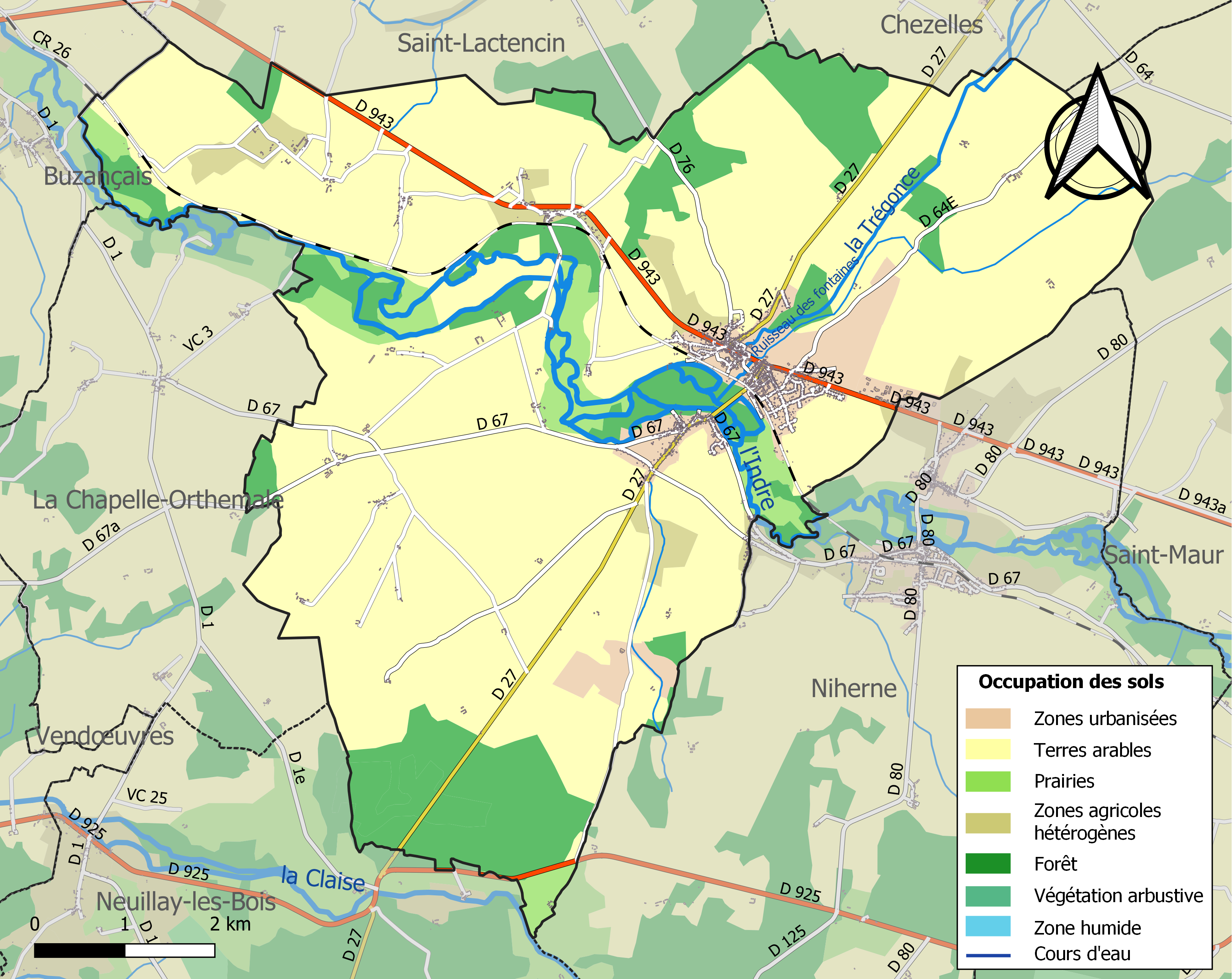
Kaart van de gemeente met belangrijkste infrastructuur, bodemgebruik en omliggende gemeenten

## Demografie
Onderstaande figuur toont het verloop van het inwonertal (bron: INSEE-tellingen).